# Convection en altitude

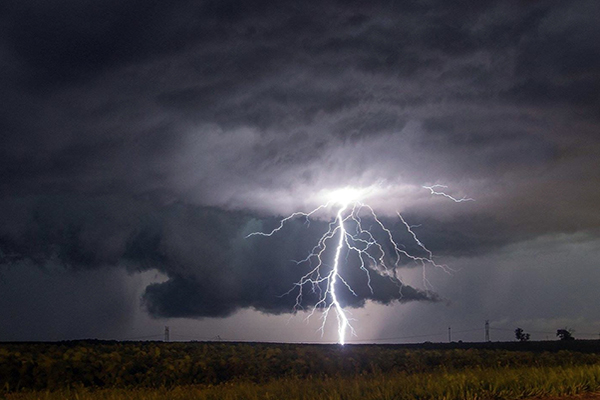
Orage nocturne au-dessus des Grandes Plaines engendré par de la convection en altitude lors du projet PECAN

La convection en altitude est un phénomène de convection atmosphérique où les colonnes ascendantes ne partent pas du sol. En anglais, ce phénomène est appelé Elevated convection. Elle se matérialise souvent tout d'abord par des altocumulus castellanus formant de tours étroites et dont la base se situe dans l'étage moyen de l'atmosphère. Ces nuages peuvent se transformer en altocumulonimbus (terme non officiel) et engendrer des orages produisant des précipitations importantes. La convection en altitude se produit souvent la nuit partout où le refroidissement des sommets des nuages permet une déstabilisation d'une couche nuageuse en altitude, en particulier dans les Grandes Plaines, lors du passage d'un front chaud ou d'un front froid.

## Principe

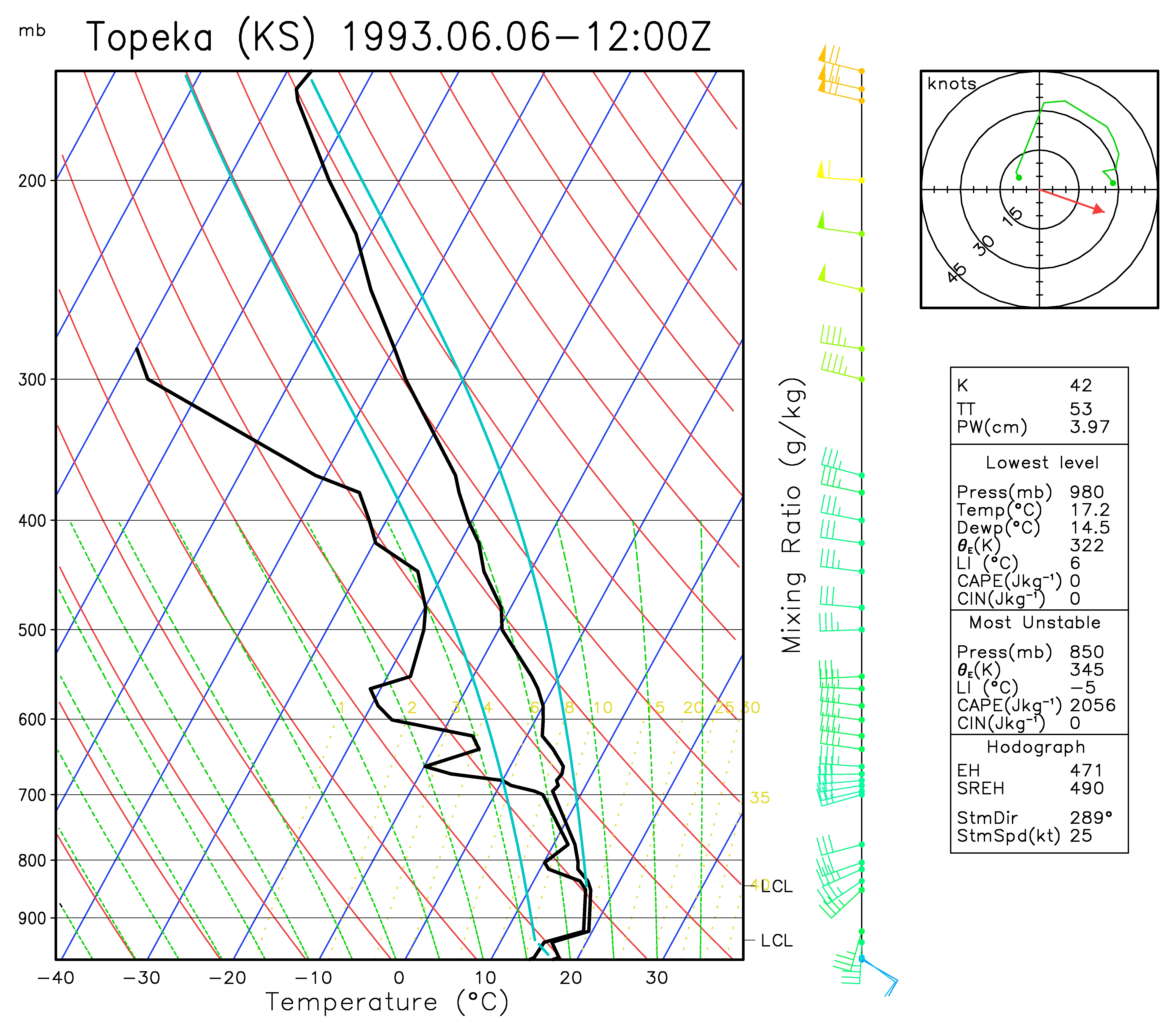
Diagramme thermodynamique montrant une couche instable en altitude.

Le mouvement convectif ascendant est causé par la différence de température d'une parcelle d'air soulevée à partir d'un certain niveau et un environnement plus froid en altitude. En effet, la parcelle se refroidit en montant mais selon le gradient thermique adiabatique, soit moins que la température de l'environnement dans les cas instables. Elle est donc moins dense que l'environnement et subit une poussée d'Archimède vers le haut. Cette différence est l'énergie potentielle de convection disponible (EPCD). Elle sera plus importante si de la chaleur latente est relâchée par la condensation de vapeur d'eau contenue dans la parcelle. Il est également possible d'obtenir de la convection oblique dans une zone d’instabilité symétrique conditionnelle qui se manifeste seulement dans un plan incliné par rapport à la convection hydrostatique conventionnelle.
Il est souvent pensé que la convection part de la surface mais en fait la parcelle peut être soulevée de n'importe quel niveau de l'atmosphère où elle devient plus chaude que l'environnement, même si l'air est stable sous ce niveau. Ainsi la convection en altitude est un sous ensemble de la convection atmosphérique. La figure ci-contre montre un diagramme Skew-T qui trace la température et l'humidité (en noir) versus la pression (équivalente à l'altitude) où l'air est stable près du sol à cause d'une inversion de température. Cependant, une parcelle soulevée à partir du niveau 800 hPa suit la ligne bleu pâle et est donc plus chaude que l'environnement en noir. Comme l'air de cette parcelle est saturée, ce mouvement permet à un nuage convectif de se former en altitude.
Ces nuages peuvent être aussi bénins que des altocumulus ou des cirrocumulus, quand la couche instable est mince, et il est alors question de convection restreinte. Par contre, si la couche instable s'étend sur une grande épaisseur, elle causera de la convection profonde qui sera d'abord matérialisée par des altocumulus castellanus puis par des nuages potentiellement violents comme des cumulonimbus d'altitude.

## Historique du terme pour la convection profonde

### Orages dans les Grandes Plaines

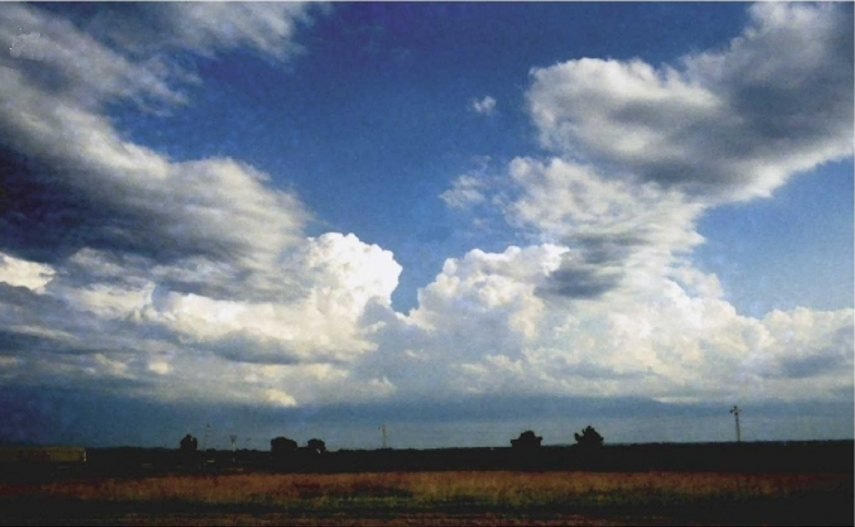
Orages à base élevée en formation au-dessus d'un front chaud quasi stationnaire

La notion de convection en altitude est restée longtemps ignorée en Europe car d'une part ce phénomène est souvent mêlé à d'autres dans un climat maritime et d'autre part, le concept est souvent employé en Amérique du Nord de façon restreinte pour le mécanisme de déclenchement orageux nocturne au niveau moyen de l'atmosphère (convection profonde) ce qui est une préoccupation moindre de la prévision en Europe.
Le nom anglophone du phénomène est elevated convection qui a été traduit par le Service météorologique du Canada par « convection en altitude ». Il est à noter que traduire elevated convection par convection à base élevée est incorrect car dans les milieux arides comme en Arizona, les cumulonimbus peuvent avoir leur base à 4 km de hauteur lors d'orages de masse d'air alors que les ascendances partent du sol. Ceci est dû au fait que l'air très sec dans l'ouest américain permet des bases nuageuses très élevées lors de la convection diurne.
La convection en altitude est souvent précédée par la présence de castellanus qui est par définition un nuage convectif dont les ascendances ne partent pas du sol (Scorer, Corfidi).
Scorer a introduit la notion de castellatus qui est
caractéristique de la convection en altitude sans pour autant introduire cette
notion explicitement.
Le concept de convection en altitude a été formalisé il y a 30 ans environ. Colman introduisit le terme d’elevated convection dans une présentation qu'il fit au cours d'une conférence de l'OTAN en juillet 1982 à Bonas.
Branick décrivit le mécanisme physique sans le nommer explicitement.
Corfidi,
a publié des papiers faisant autorité sur le sujet où il montre clairement le lien entre convection en altitude et les nuages de type castellanus.

### Convection en altitude en Europe
Il est désormais connu que la convection en altitude ne se produit pas uniquement dans les Grandes Plaines mais aussi en Europe ou ailleurs lorsque les conditions requises sont atteintes. Une étude effectuée en 2012 concernant un système convectif de méso-échelle s'étant produit le 24 juin 2005 confirme que la convection en altitude se produit en Europe.
Ce complexe orageux se produisit en matinée ce qui confirme la présence de convection profonde en altitude. Des tourbillons de Kelvin-Helmholtz étaient présents au-dessous des altocumulonimbus ce qui peut laisser envisager un effet de mascaret atmosphérique.
Le phénomène de convection en altitude est encore assez peu connu en Grande-Bretagne. Ainsi, Storm Dunlop affirma en 2014:

« The clouds of the Cumulus and Cumulonimbus genera are created by thermals that rise from the warm surface, particularly from land that has been heated by the Sun. »

Traduction en français : « Les nuages du genre cumulus ou cumulonimbus sont créés par des ascendances thermiques s'élevant à partir de la surface chaude, en particulier lorsque le sol a été chauffé par le soleil. » Cette affirmation est au mieux ambiguë.

## Occurrence de convection profonde en altitude

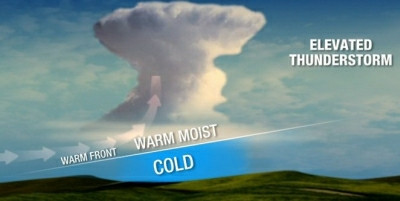
Altocumulonimbus associé à un front chaud engendré par de la convection en altitude

La convection en altitude peut conduire à des nuages de grande extension verticale :  altocumulus castellanus ou même des altocumulonimbus. Elle nécessite alors une couche nuageuse potentiellement très instable au-dessus d'une inversion de température en surface. Soit refroidissement nocturne de ses sommets, soit par le soulèvement causé par le passage d'un front ou d'un autre déclencheur, l'air de la couche nuageuse devient très instable et des tours convectives vont se former pour atteindre une grande hauteur.

### Exemple de temps violent
Un système convectif de méso-échelle engendré par une instabilité à moyenne altitude va engendrer une masse d'altocumulonimbus. Ceux-ci peuvent être l'origine d'un temps violent comme cela s'est produit dans la vallée du Mississippi le 6 juin 1993 où des pluies diluviennes se sont abattues sur le Missouri. Le sondage atmosphérique (à Monett) présenté dans la figure 5 du papier de Rochette, 1999
montre une énergie potentielle de convection disponible de 2 258 joules/kg. 
Le sondage ci-contre effectué à Topeka corrobore le sondage effectué à Monett. Il est à remarquer que la convection fut initiée au niveau 670 hPa soit environ à 3 300 mètres d'altitude. De plus, les parcelles d'air vont s'élever jusqu'au niveau 150 hPa c'est-à-dire à environ 13 km soient 43 000 pieds. Par conséquent les altocumulonimbus à l'origine de ce déluge avaient 10 km d'extension verticale, ces nuages s'étant développés de 3 km à 13 km d'altitude. Cependant, l'air au sol était frais avec une température comprise entre 12 ⁰C et 16 ⁰C en début d'après midi. Cette masse d'air frais  était donc censée inhiber tout développement convectif; par conséquent, les  prévisionnistes ne s'étaient pas attendus à des chutes de pluie importantes. Néanmoins, il est tombé ce jour-là 150 mm de pluie sur la région. On notera qu'un front stationnaire était situé nettement plus au sud.

### Projet PECAN

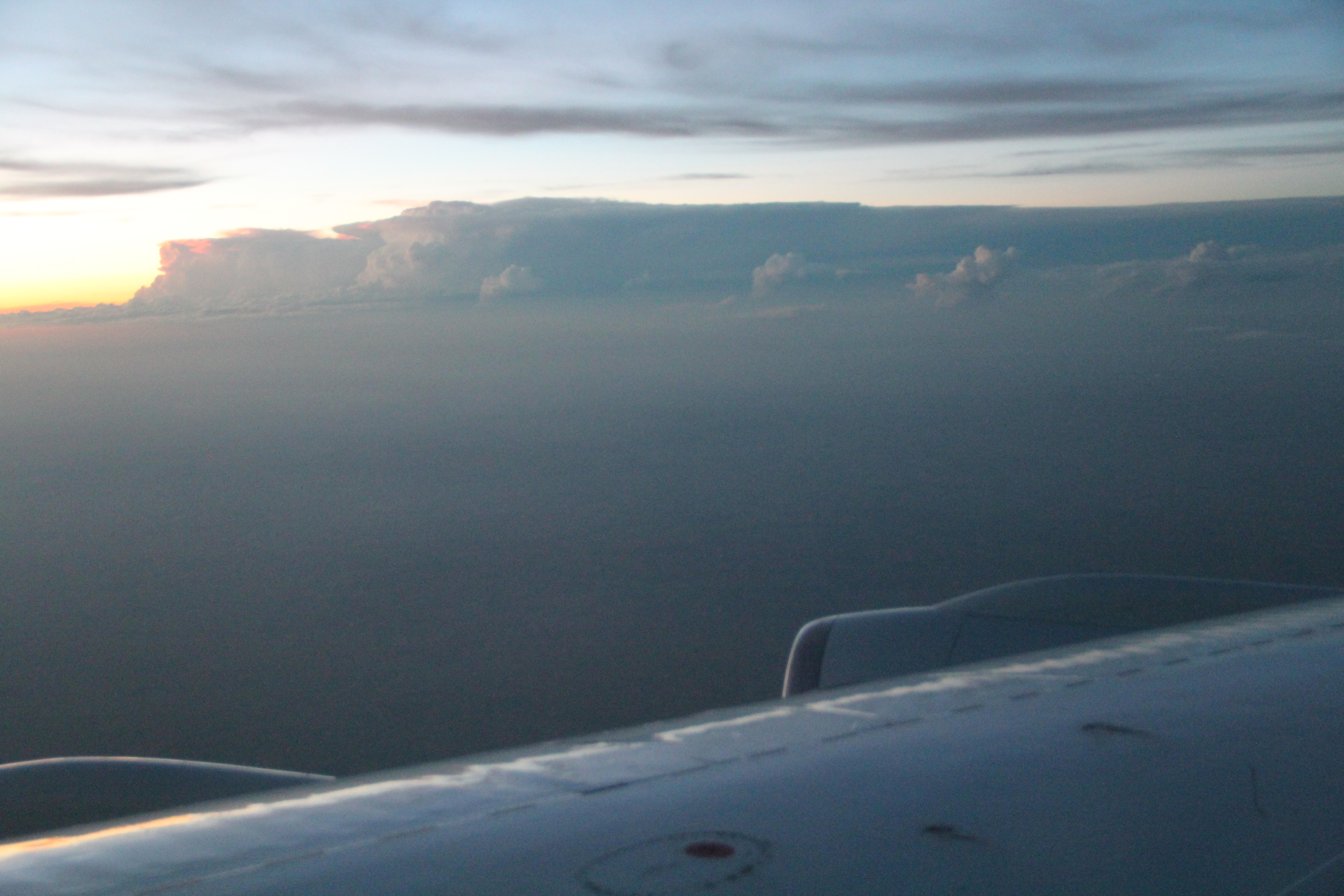
Système convectif de méso échelle vu d'avion au nord du Kansas au coucher du soleil.

Il a été noté que dans les Grandes Plaines, il y a un regain de l'activité orageuse tard dans la nuit et au petit matin. Afin de comprendre au mieux ce phénomène une étude dotée de moyens importants a été menée du 1 juin au 15 juillet 2015 ans le Kansas et le nom officiel de l'étude est Plains Elevated Convection At Night (PECAN).
Le dépouillement des données est encore en cours mais des simulations atmosphériques semble confirmer que cette recrudescence d'orages nocturnes serait dû à un effet de mascaret atmosphérique (undular bore en anglais) lié à un courant-jet de bas niveau. En fait, il a été démontré que la convection en altitude est aggravé par le mascaret et le développement d'un fort courant-jet de bas niveau provenant du sud. Ces jets se forment de la même façon que ceux en altitude, soit à la suite d'une stratification des températures avec l'altitude, mais dans ce cas c'est sous l'inversion de température nocturne que cela se produit et non le long d'une zone barocline. Le jet se retrouve juste sous le niveau du sommet de l'inversion.
Les mesures de PECAN confirment qu'un courant-jet de bas niveau nocturne et son mascaret entretien des orages qui se trouvent dans une couche instable en altitude, leur soulèvement de l'air dans la couche stable servant de déclencheur découplé de la convection au niveau des orages. Les gouttes froides induites par ces orages nocturnes provoquent souvent en retour des mascarets atmosphériques et des ondes solitaires dans la couche d'inversion qui augmentent l'effet du courant-jet permettant un apport supplémentaire de soulèvement aux orages et les aggrave en fin de nuit,. 
Cet effet peut être généralisé car il favorise la formation de nuages convectifs organisés. Les jets de bas niveaux et les mascarets associés sont ainsi des éléments importants dans la formation des lignes de grain, des complexes orageux à méso-échelle et des Derechos nocturnes.

## Indications visuelles ou autres de convection en altitude

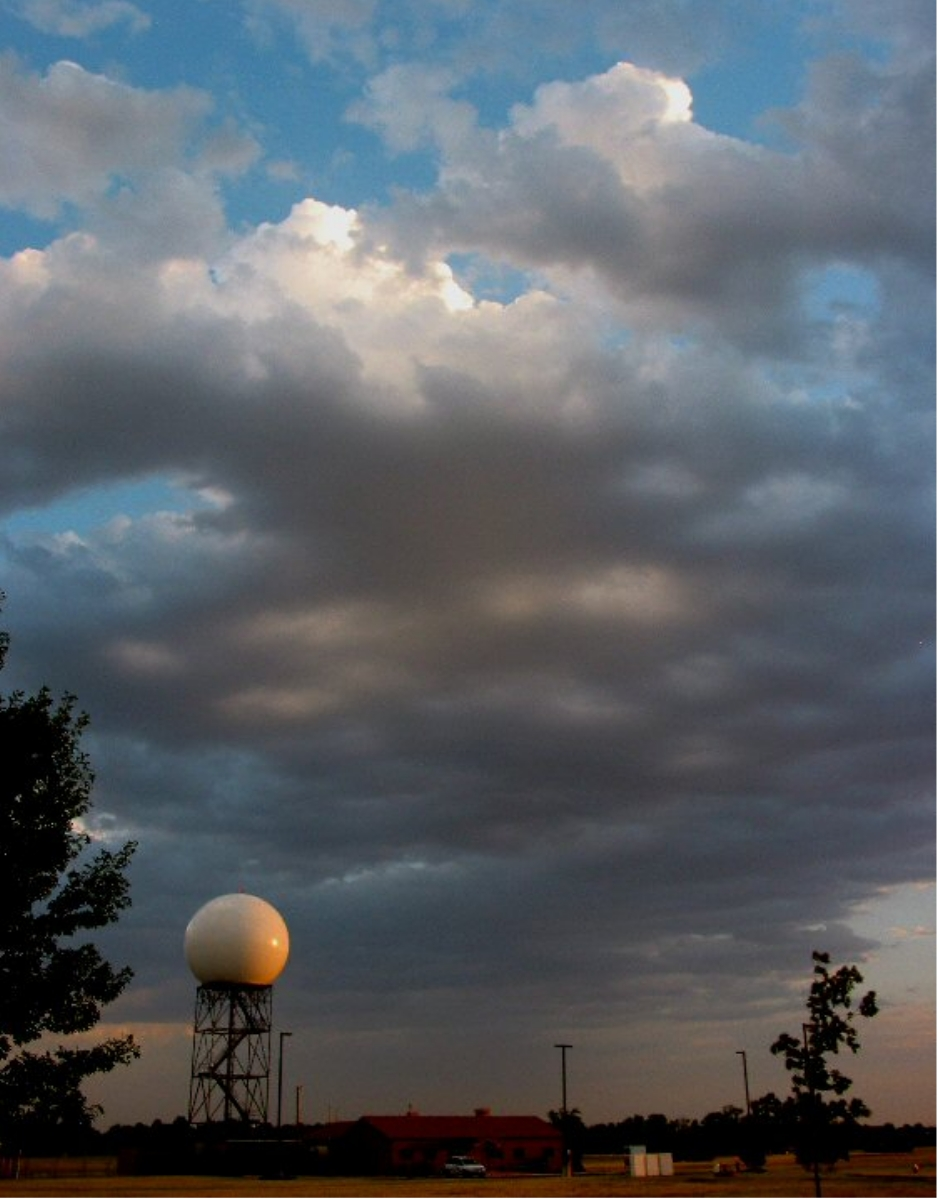
Nuages convectifs au-dessus d'une couche nuageuse provoqué par une ascendance dynamique résultant d'une goutte froide en expansion. Vue vers le sud.

Dans la Figure 5  produite par Corfidi, l'on est en présence de cumulus congestus à base élevée tôt le matin. Les sondages atmosphériques indiquent clairement que les ascendances ne peuvent pas provenir du sol. Ainsi, lorsque tôt le matin le ciel est chargé de gros cumulus, il y a probablement convection en altitude. La présence de stratocumulus vesperalis au coucher du soleil peut aussi être une indication d'orages nocturnes à venir. Il en est de même si l'on est en présence d'altocumulus castellanus dans le ciel, ces derniers tendant à se transformer en altocumulonimbus.
Il y a aussi un fort degré de suspicion de convection en altitude lorsqu'un nimbostratus donne des pluies régulières et que soudainement, un déluge s'abat. Cela veut dire qu'une cellule convective est noyée dans le nimbostratus, celle-ci étant invisible du sol.